# Gelete Burkaová
Gelete Burka Bati (* 23. ledna 1986, Kofele, Oromie) je etiopská atletka, běžkyně, která se věnuje středním tratím. Je halovou mistryní světa v běhu na 1500 metrů.
Na mistrovství světa v Ósace 2007 doběhla ve finále závodu na 5000 metrů na desátém místě. Na letních olympijských hrách v Pekingu se zúčastnila rozběhu na 1500 metrů, do finále však s časem 4:15,77 nepostoupila. V témže roce doběhla druhá na světovém atletickém finále ve Stuttgartu. V roce 2009 skončila na mistrovství světa v Berlíně desátá (1500 m).

## Osobní rekordy
Její halový výkon 3:59,75 je druhým nejlepším časem celé historie. Patnáctistovku v hale zaběhla rychleji jen Ruska Jelena Sobolevová, která drží světový rekord časem 3:58,28. Ta však později dostala dvouletý trest za manipulování s dopingovými vzorky.
- 1500 m (hala) – 3:59,75 – 9. březen 2008, Valencie
- 1500 m (venku) – 3:58,79 – 1. června 2009, Hengelo